# آلبا ریباس
آلبا ریباس (اسپانیایی: Alba Ribas‎؛ زادهٔ ۵ ژانویهٔ ۱۹۸۸) بازیگر اهل اسپانیا است.
از فیلم‌ها یا مجموعه‌های تلویزیونی که وی در آن‌ها نقش داشته‌است می‌توان به تجربه فراطبیعی سه‌بعدی، ۱۰۰ متر، جسد آنا فریتس، دوستت دارم، احمق و دختران تلفنچی اشاره نمود.